# Liste der guatemaltekischen Außenminister
| Ernannt/Amt angetreten | Name                                        | Bemerkungen | in der Regierung von                                          | Posten verlassen |
| ---------------------- | ------------------------------------------- | --- | ------------------------------------------------------------- | ---------------- |
| 7. Sep. 1855           | Mariano de Aycinena y Piñol                 | Sohn von Micaela Piñol y Muñoz und Juan Fermín, Encargado del Gobierno de la República, del 14 de abril de 1865 al 24 de mayo de 1865 | José Rafael Carrera Turcios                                   | 24. Mai 1865     |
| 24. Mai 1865           | Mariano de Aycinena y Piñol                 | | Vicente Cerna Sandoval                                        | Juni 1871        |
| 7. März 1888           | Salvador Barrutia Bustamante                | General Encargado del Despacho Secretario de Estado y del Despacho de Fomento | Manuel Lisandro Barillas Bercián                              | 16. Juni 1888    |
| 16. Juni 1888          | Enrique Martínez-Sobral Márquez             | * 13. Dezember 1850 in San Martín Jilotepemie, departamento de Chimaltenango; † 23. November 1893 in Guatemala-Stadt | Manuel Lisandro Barillas Bercián                              | 23. Nov. 1893    |
| 8. März 1920           | Luis Pedro Ramón Aguirre Matheu             | * 31. August 1876 in Guatemala-Stadt; † 13. November 1949 ebenda | Carlos Herrera y Luna                                         | 10. Dez. 1921    |
| 2. Apr. 1945           | Federico Guillermo Toriello Garrido         | 1. Amtszeit (* 11. November 1911), Verwandter von Jorge Toriello Garrido | Juan José Arévalo                                             | 24. Juli 1945    |
| 24. Juli 1945          | Ismael González Arévalo                     | 1. Amtszeit geschäftsführend (* 23. September 1906 in Taxisco Departamento Santa Rosa (Guatemala)), Verwandter von Juan José Arévalo, Sohn von Ignacia Arévalo und Daniel González Sierra, heiratete Fausta Bianchi (* Udine) Kinder: Maxi, Evelina und Maria Elena studierte Rechtswissenschaft und Sozialwissenschaft in Guatemala und an der Sorbonne erhielt 1933 Zulassung als Rechtsanwalt, 1931–1934: Sekretär am Generalkonsulat in Paris, 1934–1939 Gesandtschaftssekretär in Paris, 1939–1942 Gesandtschaftsrat in London, 1942–1945 Geschäftsträger in London, 1945 Staatssekretär im Außenministerium, 1946 Generalsekretär der Leitung der Exekutive, 1946 bis 1948 Botschafter in Lima, Vorsitzender der guatemaltekischen Delegation zur fünften Vollversammlung der Vereinten Nationen | Juan José Arévalo                                             | 7. Juli 1945     |
| 8. Juli 1945           | Federico Guillermo Toriello Garrido         | 2. Amtszeit | Juan José Arévalo                                             | 4. Dez. 1945     |
| 4. Dez. 1945           | Ismael González Arévalo                     | 2. Amtszeit geschäftsführend | Juan José Arévalo                                             | 12. Dez. 1945    |
| 12. Dez. 1945          | Federico Guillermo Toriello Garrido         | 3. Amtszeit | Juan José Arévalo                                             | 17. Dez. 1945    |
| 17. Dez. 1945          | Eugenio Silva Peña                          | 1. Amtszeit (* 5. Oktober 1896 in Guatemala-Stadt; † 25. September 1968 ebenda) | Juan José Arévalo                                             | 16. Okt. 1946    |
| 16. Okt. 1946          | Arturo Herbruger Asturias                   | 1. Amtszeit geschäftsführend | Juan José Arévalo                                             | 8. Dez. 1946     |
| 8. Dez. 1946           | Eugenio Silva Peña                          | 2. Amtszeit 19. Dezember 1944 – 1. Januar 1945: Liste der guatemaltekischen Botschafter in den Vereinigten Staaten | Juan José Arévalo                                             | 3. Aug. 1947     |
| 4. Aug. 1947           | Carlos Leonidas Aoevedo Juárez              | * 18. August 1910 in Jutiapa Moyuta/Dept.; † 30. August 1979 in Guatemala-Stadt | Juan José Arévalo                                             | 9. Aug. 1947     |
| 9. Aug. 1947           | Arturo Herbruger Asturias                   | 2. Amtszeit geschäftsführend | Juan José Arévalo                                             | 29. Sep. 1947    |
| 29. Sep. 1947          | Enrique Muñoz Meany                         | 2. Amtszeit (* 2. Februar 1907 in Guatemala-Stadt; † 22. Juli 1951 in Paris), Liste der guatemaltekischen Botschafter in Frankreich | Juan José Arévalo                                             | 7. Sep. 1948     |
| 8. Sep. 1948           | Carlos Hall Lloreda                         | geschäftsführend | Juan José Arévalo                                             | 3. Dez. 1948     |
| 3. Dez. 1948           | Enrique Muñoz Meany                         | 3. Amtszeit | Juan José Arévalo                                             | 25. Sep. 1949    |
| 26. Sep. 1949          | Ismael González Arévalo                     | 3. Amtszeit | Juan José Arévalo                                             | 15. Aug. 1951    |
| 16. Aug. 1951          | Manuel Galich                               | | Jacobo Arbenz Guzmán                                          | 23. Juni 1952    |
| 24. Juni 1952          | José Raúl Osegueda Palala                   | * 18. August 1907 in Guatemala-Stadt; † 1995 | Jacobo Arbenz Guzmán                                          | 23. Jan. 1952    |
| 24. Jan. 1952          | Federico Guillermo Toriello Garrido         | 4. Amtszeit | Jacobo Arbenz Guzmán                                          | 23. Feb. 1952    |
| 24. Feb. 1952          | Ramón Cadena Hernández                      | geschäftsführend | Jacobo Arbenz Guzmán                                          | 29. März 1954    |
| 29. März 1954          | Federico Guillermo Toriello Garrido         | 5. Amtszeit | Carlos Castillo Armas                                         | 1. Juli 1954     |
| 2. Juli 1954           | Juan Mauricio Dubois Valldeperas            | * 24. Juni 1920 in San Salvador | Carlos Castillo Armas                                         | 6. Juli 1954     |
| 6. Juli 1954           | Carlos Salazar Gatica                       | 1. Amtszeit (* 31. Januar 1893 in Guatemala-Stadt), Anwalt der United Fruit | Carlos Castillo Armas                                         | 16. Juli 1954    |
| 16. Juli 1954          | Domingo Enrique Goicolea Villacorta         | 1. Amtszeit geschäftsführend (* 15. Juni 1920 in Guatemala-Stadt; † 14. September 1977 ebenda), Sohn von Enrique Goicolea y Sánchez (1887–1948) | Carlos Castillo Armas                                         | 23. Juli 1954    |
| 23. Juli 1954          | Carlos Salazar Gatica                       | 2. Amtszeit | Carlos Castillo Armas                                         | 10. Jan. 1955    |
| 11. Jan. 1955          | Domingo Enrique Goicolea Villacorta         | 2. Amtszeit | Carlos Castillo Armas                                         | 28. März 1956    |
| 16. Jan. 1956          | Ricardo Quiñones Lemus                      | 1. Amtszeit (* 26. April 1894 in Chiquimulilla; † 25. Juni 1963 in Guatemala-Stadt), ministro de Gobernación y de Relaciones Exteriores | Carlos Castillo Armas                                         | 1. Juli 1956     |
| 29. März 1956          | Antonio Carrera Molina                      | geschäftsführend | Carlos Castillo Armas                                         | 4. Okt. 1956     |
| 4. Okt. 1956           | Ricardo Quiñones Lemus                      | 2. Amtszeit | Carlos Castillo Armas                                         | 15. Dez. 1956    |
| 15. Dez. 1956          | Jorge Skinner Klee Cantón                   | (* 21. Juni 1923 in San Francisco; † 2008), Vater von Jorge Skinner-Klée Arenales | Carlos Castillo Armas                                         | 23. Okt. 1957    |
| 24. Okt. 1957          | Adolfo Molina Orantes                       | 1. Amtszeit (* 15. März 1915 in Guatemala-Stadt; † 31. Januar 1980 ebenda) | Guillermo Flores Avendaño                                     | 2. März 1958     |
| 3. März 1958           | Carlos García Bauer                         | 1. Amtszeit (* 18. Juli 1916 in Antigua Guatemala; † 2003) | Guillermo Flores Avendaño                                     | 2. Apr. 1958     |
| 2. Apr. 1958           | Ricardo Sagastume Vidaurre                  | geschäftsführend | José Miguel Ramón Ydigoras Fuentes                            | 12. Mai 1958     |
| 12. Mai 1958           | Carlos García Bauer                         | 2. Amtszeit | José Miguel Ramón Ydigoras Fuentes                            | 4. Sep. 1958     |
| 4. Sep. 1958           | Francisco Linares Aranda                    | geschäftsführend | José Miguel Ramón Ydigoras Fuentes                            | 4. Sep. 1958     |
| 11. Sep. 1958          | Jesús Victor Unda Murillo                   | 1. Amtszeit (* 17. April 1902 in Guatemala-Stadt; † 28. April 1989 ebenda) | José Miguel Ramón Ydigoras Fuentes                            | 24. März 1961    |
| 24. März 1961          | Rodolfo Martínez Sobral                     | geschäftsführend 19. Dezember 1960 – 9. Juni 1961 Regierungsminister | José Miguel Ramón Ydigoras Fuentes                            | 9. Mai 1961      |
| 9. Mai 1961            | Jesús Victor Unda Murillo                   | 2. Amtszeit | José Miguel Ramón Ydigoras Fuentes                            | 31. März 1963    |
| 1. Apr. 1963           | Alberto Herrarte González                   | * 28. Oktober 1907 in Quetzaltenango; † 2005 | Alfredo Enrique Peralta Azurdia                               | 30. Juni 1966    |
| 1. Juli 1966           | Emilio Arenales Catalán                     | * 10. Mai 1922 in Guatemala-Stadt; † 17. April 1969 ebenda | Julio César Méndez Montenegro                                 | 16. Apr. 1969    |
| 17. Apr. 1969          | Gil Arturo González Solis                   | | Julio César Méndez Montenegro                                 | 16. Juni 1969    |
| 16. Juni 1969          | Alberto Fuentes Mohr                        | * 22. November 1927 in Quetzaltenango; † 25. Januar 1979 in Guatemala-Stadt | Julio César Méndez Montenegro                                 | 30. Juni 1970    |
| 1. Juli 1970           | Roberto Herrera Ibargüen                    | * 11. Oktober 1921 in Guatemala-Stadt | Carlos Arana Osorio                                           | 5. Sep. 1972     |
| 6. Sep. 1972           | Jorge Arenales Catalán                      | * 19. April 1914 in Guatemala-Stadt | Carlos Arana Osorio                                           | 30. Juni 1974    |
| 1. Juli 1974           | Adolfo Molina Orantes                       | 2. Amtszeit | Kjell Eugenio Laugerud García                                 | 1. Juli 1978     |
| 2. Juli 1978           | Rafael Castillo Valdes                      | * 15. Januar 1928 in Cunén im Departamento Quiché | Fernando Romeo Lucas García                                   | 25. Mai 1982     |
| 31. März 1982          | Alfonso Alonso Lima                         | * 30. Dezember 1914 in Guatemala-Stadt; † 8. Januar 1990 ebenda | Efraín Ríos Montt                                             | 26. Mai 1982     |
| 26. Mai 1982           | Eduardo Castillo Arriola                    | * 15. Januar 1928 | Efraín Ríos Montt                                             | 23. Aug. 1983    |
| 24. Aug. 1983          | Fernando Andrade Diaz Durán                 | (* 23. September 1937 in Guatemala-Stadt), seit 24. Februar 2012 Botschafter in Mexiko-Stadt | Óscar Humberto Mejía Víctores                                 | 13. Jan. 1986    |
| 14. Jan. 1986          | Mario Rafael Quiñónez Amezquita             | * 4. Juni 1933 in Guatemala-Stadt | Marco Vinicio Cerezo Arévalo                                  | 14. Aug. 1987    |
| 15. Jan. 1986          | Alfonso Cabrera Hidalgo                     | 1. Amtszeit (* 2. Juli 1942) | Marco Vinicio Cerezo Arévalo                                  | 14. Feb. 1987    |
| 15. Feb. 1987          | Mario Gildardo de Jesús Palencia Lainfiesta | * 3. März 1940 in Guatemala-Stadt | Marco Vinicio Cerezo Arévalo                                  | 15. Mai 1989     |
| 15. Mai 1989           | Alfonso Cabrera Hidalgo                     | 2. Amtszeit | Marco Vinicio Cerezo Arévalo                                  | 14. Okt. 1989    |
| 15. Okt. 1989          | Ariel Rivera Irías                          | * 14. September 1943 | Marco Vinicio Cerezo Arévalo                                  | 13. Jan. 1991    |
| 14. Jan. 1991          | Álvaro Arzú Irigoyen                        | | Jorge Antonio Serrano Elias                                   | 23. Okt. 1991    |
| 23. Okt. 1991          | Gonzálo Menendez Park                       | * 15. September 1944 in Guatemala-Stadt | Jorge Antonio Serrano Elias                                   | 14. Juni 1993    |
| 15. Juni 1993          | Arturo Fajardo Maldonado                    | * 10. Juli 1938 | Ramiro de León Carpio                                         | 16. Juli 1994    |
| 20. Jan. 1994          | Gladis Marithza Ruiz Sánchez de Vielman     | * 30. August 1945 | Ramiro de León Carpio                                         | 16. Juli 1995    |
| 17. Juli 1995          | Alejandro Maldonado Aguirre                 | * 6. Januar 1936 | Ramiro de León Carpio                                         | 14. Jan. 1996    |
| 14. Jan. 1996          | Eduardo Stein                               | * 20. Oktober 1945 | Álvaro Arzú Irigoyen                                          | 14. Jan. 2000    |
| 14. Jan. 2000          | Gabriel Orellana Rojas                      | * 1947 | Alfonso Antonio Portillo Cabrera                              | 16. Dez. 2002    |
| 16. Dez. 2002          | Edgar Armando Gutiérrez Girón               | * 1960 | Alfonso Antonio Portillo Cabrera                              | 14. Jan. 2004    |
| 14. Jan. 2004          | Jorge Briz Abularach                        | * 1955 | Óscar Berger Perdomo                                          | 25. Juli 2006    |
| 25. Juli 2006          | Gert Rosenthal                              | * 1935 | Óscar Berger Perdomo                                          | 14. Jan. 2008    |
| 14. Jan. 2008          | Haroldo Rodas Melgar                        | * 29. Mai 1946 in Guatemala-Stadt | Álvaro Colom Caballeros                                       | 14. Jan. 2012    |
| 14. Jan. 2012          | Harold Caballeros                           | * 1956 | Otto Pérez Molina                                             | 14. Jan. 2013    |
| 15. Jan. 2013          | Fernando Carrera                            | * 1966 | Otto Pérez Molina                                             | 16. Sep. 2014    |
| 18. Sep. 2014          | Carlos Raúl Morales                         | * 7. Oktober 1970 in Chiquimula | Otto Pérez Molina, Alejandro Maldonado Aguirre, Jimmy Morales | 27. Aug. 2017    |
| 27. Aug. 2017          | Sandra Jovel                                | * 24. Februar 1978 in Guatemala-Stadt | Jimmy Morales                                                 | 14. Jan. 2020    |
| 14. Jan. 2020          | Pedro Brolo                                 | * 3. Februar 1981 in Guatemala-Stadt | Alejandro Giammattei                                          | 31. Jan. 2022    |
| 1. Feb. 2022           | Mario Búcaro                                | * 5. Mai 1977 in Guatemala-Stadt | Alejandro Giammattei                                          | 15. Jan. 2024    |
| 15. Jan. 2024          | Carlos Ramiro Martínez                      | * 13. September 1958 in Guatemala-Stadt | Bernardo Arévalo                                              | amtierend        |